# پادشاه گوی
پادشاه گوی (به کره‌ای: 고이왕)، (سلطنت: ۲۳۴~۲۸۶ میلادی)؛ هشتمین پادشاه بکجه یک پادشاهی از میان سه پادشاهی کره بود او کوچک‌ترین پسر چهارمین پادشاه بکجه، پادشاه گه‌رو و نیز برادر کوچک پنجمین پادشاه بکجه یعنی پادشاه چوگو بود.

## پیش‌زمینه
او به عنوان دومین پسر پادشاه گه‌رو و برادر کوچکتر پادشاه چوگو ثبت شده است. پس از مرگ پادشاه گوسو، پسر بزرگ او، سابان، پادشاه شد، اما نشان داد که برای حکومت کردن بسیار جوان است. گوی، پادشاه سابان را از سلطنت خلع کرد و پادشاه شد. سامگوک ساگی نوشته است که «برادر کوچکتر پادشاه شاه چوگو که از یک مادر بودند، پادشاه شد». این موضوع به دلیل اختلاف زمانی مورد مناقشه است و اعتقاد بر این است که پدرش یکی از بستگان پادشاه گه‌رو بود.
برخی از محققان سوابق کره‌ای سامگوک ساگی و سامگوک یوسا را به این معنا تفسیر می‌کنند که پادشاه گوی برادر کوچک‌تر مادر پادشاه چوگو بود، به این معنی که او از خاندان اوته–بیریو است، نه از نوادگان مستقیم اونجو بنیانگذار پادشاهی بکجه.
سوابق چینی کتاب ژو (周書) و کتاب سویی (隋書) به «گوته» به عنوان بنیانگذار بکجه اشاره می کنند و برخی از محققان معتقدند که «گوته» در واقع به گوی به عنوان بنیانگذار واقعی پادشاهی اشاره می‌کند.

## حکومت
پادشاه گوی به طور کلی به مرکزیت پادشاهی بکجه، تمرکز قدرت سلطنتی و پایه‌گذاری ساختار دولتی نسبت داده می‌شود.
او بلافاصله پس از به دست گرفتن تاج و تخت، یک دفتر مرکزی نظامی برای مهار استقلال قبایل منطقه‌ای تأسیس کرد. سامگوک ساگی همچنین ثبت می‌کند که درسال ۲۶۰ میلادی، او یک بوروکراسی مرکزی متشکل از شش وزیر (به نام جواویونگ)، شانزده سطح رتبه و یک کد لباس ایجاد کرد، اگرچه ممکن است سیستم کامل پس از سلطنت او تکمیل شده باشد.
گفته می‌شود که او درسال ۲۶۲ میلادی مقرراتی را علیه رشوه وضع کرده است که مقامات فاسد را ملزم به بازپرداخت سه برابر رشوه می کند. وی همچنین دستور کشت زمین های کشاورزی جنوب پایتخت را صادر کرد.
درسال ۲۶۶ میلادی پادشاه سربازانی را برای حمله به دژ بونگسان شیلا اعزام کرد. جیکسون ارباب دژ، ۲۰۰ نفر از نیرومندترین نیروهای خود را رهبری کرد و آنها را شکست داد. او بار دیگر در سالهای ۲۷۲، ۲۷۸ و ۲۸۴ میلادی به شیلا حمله کرد. در حمله سال ۲۷۸ میلادی، سپاهیان او دژ گوگوک را محاصره کردند..

## روابط خارجی
بکجه تحت حکومت گوی، کنترل منطقه رودخانه هان را گسترش داد و بر دولت‌های باقی مانده ماهان، یک کنفدراسیون آزاد در جنوب غربی شبه‌جزیره کره، برتری دائمی یافت. او همچنین به مرزهای غربی شیلا حمله کرد.
بکجه حالت دفاعی خود را در برابر چینی ها به حالت تهاجمی تغییر داد. پادشاه گوی به فرمانداری لیلانگ تحت کنترل چین و فرمانداری دایفنگ حمله کرد زمانی که چینی ها حمله‌ای را علیه منطقه رودخانه هان برای برهم زدن و جلوگیری از قدرت در حال ظهور بکجه آغاز کردند. درسال ۲۴۶ میلادی، طبق گفته سامگوک ساگی کره‌ای و سانگوژی چینی، بکجه با حمله به فرمانداری‌های دایفنگ و لیلانگ به جنگ با سائو وی رفت و «گونگ ژون» فرماندار دایفنگ کشته شد. با این حال، از ترس اینکه وی ممکن است ضد حمله‌ای را آغاز کند، پادشاه گوی به سرعت با بازگرداندن اسیران خود برای صلح شکایت کرد.
در بهار سال ۲۸۶ میلادی پادشاه گوی سفیرانی را برای صلح به شیلا فرستاد و در زمستان همان سال پادشاه درگذشت.

## خانواده
- پدر: پادشاه گه‌رو
- مادر: ناشناس
  - برادر: پادشاه چوگو - پنجمین پادشاه بکجه، (مورد مناقشه دانشمندان)
  - برادر: بویو اوسو - تنها سابقه او در سامگوک ساگی درسال ۲۶۰ میلادی است که او به عنوان وزیر کشور (نسینجواپیونگ) منصوب شد.
  - ملکه ها: دختر گونگسون دو فرماندار دایفنگ.
    - پسر: پسر ارشد بویو چکگیه - سپس، نهمین پادشاه بکجه.